# Invasión de Quebec (1775)
La invasión de Quebec (junio de 1775 - octubre de 1776) (en francés: Invasion du Québec) fue la primera gran iniciativa del recién formado Ejército Continental durante la guerra de Independencia de los Estados Unidos. El objetivo de la campaña fue obtener el control militar de la provincia británica de Quebec y convencer a los canadienses franco-parlantes de unirse a la revolución en el bando de las Trece colonias. Una de las expediciones marchó desde el fuerte Ticonderoga bajo el mando de Richard Montgomery, capturó el fuerte St. Johns y casi logra capturar al general británico, Guy Carleton, al tomar Montreal. La otra expedición dejó Cambridge, Massachusetts bajo Benedict Arnold, y viajó con gran dificultad a través de los bosques de Maine hacia la ciudad de Quebec. Las dos fuerzas se unieron ahí, pero fueron derrotadas en la batalla de Quebec en diciembre de 1775.
La expedición de Montgomery marchó desde el fuerte Ticonderoga a finales de agosto, comenzando el asedio del fuerte St. Johns, el principal punto defensivo del sur de Montreal, a mediados de septiembre. Después de que el fuerte fuese capturado en noviembre, Carleton abandonó Montreal, huyendo a la ciudad de Quebec, y Montgomery obtuvo el control sobre la ciudad antes de dirigirse hacia Quebec con un ejército mucho más reducido en tamaño. Ahí se le unió a Arnold, quien abandonó Cambridge a principios de septiembre en un arduo viaje a través de naturaleza salvaje que dejó a sus tropas hambrientas y en carencia de víveres y equipo.  
Estas fuerzas se habían unido previamente en la ciudad de Quebec en diciembre, donde asaltaron la ciudad durante una tormenta de nieve en el último día del año. La batalla fue una derrota desastrosa para los estadounidenses; Montgomery fue asesinado y Arnold fue herido, y los defensores de la ciudad sufrieron pocas bajas. Arnold condujo entonces un asedio ineficiente a la ciudad, durante el cual los sentimientos conservadores fueron estimulados por campañas de propaganda, y la franca administración del general David Wooster en Montreal sirvió para molestar tanto a simpatizantes como a detractores de los estadounidenses.
Los británicos enviaron diversas tropas, incluyendo al general John Burgoyne y a mercenarios, para apoyar a todos aquellos en las provincias en mayo de 1776. El general Carleton lanzó una contraofensiva, dirigiendo a las tropas desorganizadas y débilesestadounidenses de regreso al fuerte Ticonderoga. Los estadounidenses, bajo el mando de Arnold, fueron capaces de retrasar el avance británico lo suficiente para que un ataque no pudiese llevarse a cabo en el fuerte Ticonderoga en 1776. El final de la campaña estableció el escenario para que la campaña de Burgoyne de 1777 ganara control sobre el río Hudson.

## Nombramiento

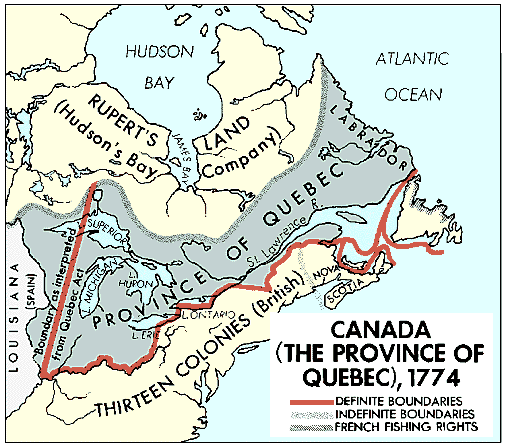
La provincia de Quebec en 1775

El objetivo de la campaña militar estadounidense por el control de la provincia de Quebec, fue frecuentemente referido como «Canada" en 1775. Por ejemplo, la autorización del Segundo Congreso Continental hacia el general Philip Schuyler para la campaña incluía que, «de no ser desagradable para los canadianses», el «tomar posesión inmediata del fuerte St. Johns en Montreal, y otras partes del país», y para «perseguir otras medidas en Canada» que pudiesen «promover la paz y la seguridad» de las colonias. Incluso libros de historia relativamente modernos que hablan acerca de la campaña, se refieren a ella como Canadá desde sus títulos (ver referencias). El territorio que el Reino Unido llamó Quebec fue, en gran parte, la provincia francesa de Canadá hasta 1762, cuando Francia la cedió a Gran Bretaña en el Tratado de París de 1763, el cual daba por concluida, formalmente, la guerra franco-india (líderes franceses habían dado por vencida la provincia al ejército británico en 1760.) El nombre «Quebec» es utilizado en este artículo, excepto en citas que mencionan específicamente a «Canadá», para evitar la confusión entre su uso histórico y el uso respecto a la moderna nación de «Canadá».

## Contexto
En la primavera de 1775, la guerra de Independencia de los Estados Unidos comenzó con la batalla de Lexington y Concord. La batalla se hallaba en un alto, con el ejército británico rodeado por la milicia colonial durante el asedio de Boston. En mayo de 1775, conscientes de las débiles defensas y de la presencia de armas pesadas en el fuerte británico de Ticonderoga, Benedict Arnold y Ethan Allen dirigieron una fuerza de la milicia colonial que capturó el fuerte Ticonderoga y el fuerte Crown Point, y asaltó el fuerte St. Johns, todos ellos se hallaban débilmente defendidos. Ticonderoga y Crown Point fueron guarnecidos por 1000 milicianos de Connecticut, bajo el mando de Benjamin Hinman en junio.

### Autorización del Congreso

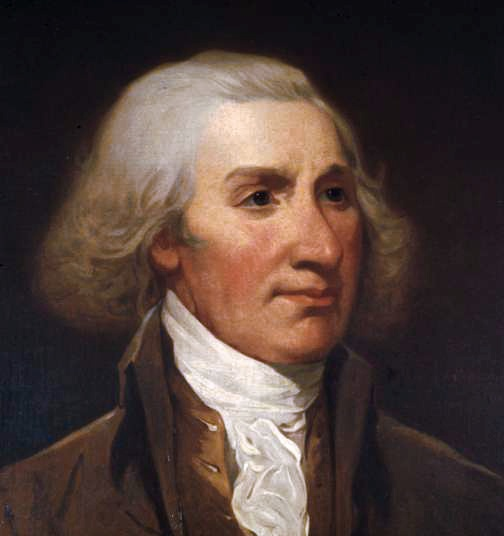
El general Philip Schuyler

La junta de 1774 del Primer Congreso Continental había invitado, previamente, a los canadienses-franceses a unirse en una segunda junta del Congreso que tendría lugar en mayo de 1775, en una carta pública con fecha del 26 de octubre de 1774. El Segundo Congreso Continental envió una segunda carta en mayo de 1775, pero no hubo una respuesta substantiva a alguna de ellas.
Siguiendo la captura de Ticonderoga, Arnold y Allen se percataron de que era necesario retener Ticonderoga como defensa en contra de los intentos del ejército británico de dividir las colonias, así como también notaron que Quebec se hallaba pobremente defendida. Estos propusieron, de forma separada, expediciones en contra de Quebec, sugiriendo que una pequeña fuerza de entre 1200−1500 hombres sería suficiente para llevar al ejército británico fuera de la provincia. El Congreso primer ordenó que los fuertes fueran abandonados, urgiendo que Nueva York y Connecticut proveyeran tropas y material para fines de naturaleza meramente defensiva. Llamados públicos alrededor de Nueva Inglaterra y Nueva York amenazaron al Congreso a cambiar su posición. Cuando se hizo evidente que Guy Carleton, el gobernador de Quebec, se encontraba fortificando el fuerte St. Johns, e intentaba involucran a los iroqueses en los altos de Nueva York en el conflicto, el Congreso decidió que era necesario adquirir una posición más activa. El 27 de junio de 1775, el Congreso autorizó al general Philip Schuyler investigar y, de ser apropiado, comenzar una invasión. Benedict Arnold, haciendo a un lado su encargo, se dirigió a Boston y convenció al general George Washington de enviar una fuerza de apoyo a la ciudad de Quebec bajo su mando.

### Preparativos defensivos
Siguiendo el asalto al fuerte St. Johns, el general Carleton se hallaba consciente del peligro de invasión desde el sur, por lo que pidió refuerzos del general Thomas Gage en Boston. Este levantó a las milicias locales para colaborar con la defensa de Montreal y de la ciudad de Quebec, las cuales se encontraron con un logro limitado. En respuesta a la captura de Ticonderoga y al asalto del fuerte St. Johns, este envió 700 tropas para retener el fuerte en el río Richelieu, al sur de Montreal; ordenó la construcción de navíos para su uso en el lago Champlain, y reclutó cerca de cien mohawk para asistir en su defensa. Él mismo vigiló la defensa de Montreal, guiando a sólo 150 regulares, debido a que le confiaba el fuerte St. Johns a la defensiva principal. La defensa de la ciudad de Quebec la dejó en manos del mando del gobernador Hector Theophilus de Cramahé.

### Negociaciones para la obtención del apoyo indio
Guy Johnson, un conservador y agente británico indio viviendo en el valle Mohawk en Nueva York, se encontraba en buenos términos con los iroqueses de Nueva York, y se encontraba preocupado por su seguridad y la de su familia, después de que se hizo claro que el sentimiento patriótico se había adueñado de Nueva York. Convencido, aparentemente, de que no podría seguir conduciendo de forma segura los negocios de la Corona, dejó su estado en Nueva York con cerca de 200 conservadores y simpatizantes mohawk. Este fue, en primer lugar, al fuerte Ontario, donde, el 17 de junio, extrajo de líderes tribales indios promesas para colaborar en el mantenimiento de provisiones y de líneas de comunicación abiertas en el área, así como el apoyo de los británicos en el «agredir al enemigo». Desde aquí, este se marchó a Montreal, donde, en una junta con el general Carleton y más de 1500 nativos, negoció acuerdos similares, y les aconsejó «estar listos para el servicio». Sin embargo, la mayoría de los involucrados en estos acuerdos fueron los mohawks; las otras tribus en la Confederación Iroquesa evitaron estas conferencias, buscando permanecer neutrales. Muchos de los mohawks permanecieron en el área de Montreal después de la conferencia; sin embargo, cuando parecía incierto si los estadounidenses lanzarían una invasión en 1775, la mayoría de ellos regresó a su casa para mediados de agosto.
El Congreso Continental buscó mantener a las Seis Naciones fuera de la guerra. En julio de 1775, Samuel Kirkland, un misionero influyente con los oneidas, les llevó una declaración del Congreso: "deseamos que permanezcan en sus hogares, y que no se unan a ningún bando, pero que mantengan bien enterradas las hachas». Mientras que los oneidas y los turcarora permanecieron formalmente neutrales, muchos oneidas pronunciaron su simpatía con los rebeldes. Noticial de la junta de Johnson en Montreal hicieron que el general Schuyler, quien también tenía influencia entre los oneidas, llamara a una conferencia en Albany para mediados de agosto. Atendida por cerca de 400 nativos (principalmente oneidas y tuscaroras, y algunos mohawks), Schuyler y otros comisionados indios explicaron los problemas que dividían a las colonias de la Gran Bretaña, enfatizando que las colonias se encontraban en guerra para preservar sus derechos, y que no buscaban la conquista. Los jefes aceptaron permanecer neutrales, con uno de los líderes mohawk diciendo, «es un asunto de familia» y que estos «permanecerían en su sitio viéndolos pelear... afuera». Sin embargo, estos sí lograron extraer concesiones de los estadounidenses, incluyendo promesas para resolver problemas como el establecimiento de colonizadores sobre sus tierras.

## La expedición de Montgomery

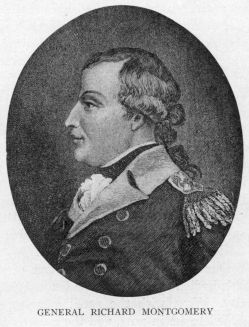
El brigadier general, Richard Montgomery

El principal golpe de la invasión fue dirigido por el general Schuyler, subiendo por el lago Champlain para asaltar Montreal y, posteriormente, la ciudad de Quebec. La expedición estuvo compuesta por fuerzas de Nueva York, Connecticut y Nueva Hampshire, así como también por hombres de las Montañas Verdes, bajo el liderazgo de Seth Warner, con provisiones proveídas por Nueva York. Sin embargo, Schuyler fue en extremo cauteloso, y para mediados de agosto los colonos recibían reportes acerca de que el general Carleton se encontraba fortificando las posiciones defensivas fuera de Montreal, y que algunas tribus nativas se habían unido a los británicos.

### Acercamiento a St. Johns
El 25 de agosto, mientras Schuyler se encontraba en la conferencia india, Montgomery recibió palabra de que las embarcaciones bajo construcción en el fuerte St. Johns se hallaban a poco tiempo de ser terminadas. Montgomery, tomando ventaja de la ausencia de Schuyler (y en la ausencia de órdenes autorizando el movimiento), dirigió a 1,200 tropas, congregadas en Ticonderoga, hacia una posición en la Ile aux Noix en el río Richelieu, arribando el 4 de septiembre. Schuyler, quien estaba cayendo enfermo, se encontró con las tropas en la ruta. Este envió una carta a James Livingston, un canadiense preparado a levantar a las fuerzas militares locales en apoyo del esfuerzo estadounidense, para circular en el área sur de Montreal. Al día siguiente, las fuerzas bajaron el río hacia el fuerte St. Johns donde, después de ver las defensas y un breve enfrentamiento en el que ambos bandos sufrieron pérdidas, se retiraron a la Ile aux Noix. El enfrentamiento, que involucró, en su mayoría, a indios del lado británico, no fue apoyado desde el fuerte, promoviendo que los indios se retiraran del conflicto. Cualquier apoyo adicional de los indios hacia los británicos fue puesto en alto por un arribo de los oneidas en el área, quienes interceptaron una guerra del bando mohawk de Caughnawaga hacia St. Johns. Los oneidas convencieron al partido de regresar a su pueblo, donde Guy Johnson, Daniel Claus, y Joseph Brant habían arribado en un intento por ganar el apoyo mohawk. Negándose a encontrarse directamente con Johnson y Claus, los oneidas explicaron a Brant y a los mohawks los términos del acuerdo de Albany. Brant y los agentes británicos se fueron sin ninguna promesa de apoyo. (En un desdeño formal de los británicos, el discurso que Guy Johnson les dio a los iroqueses en julio fue tergiversado por los comisionados indios en diciembre de 1775.)

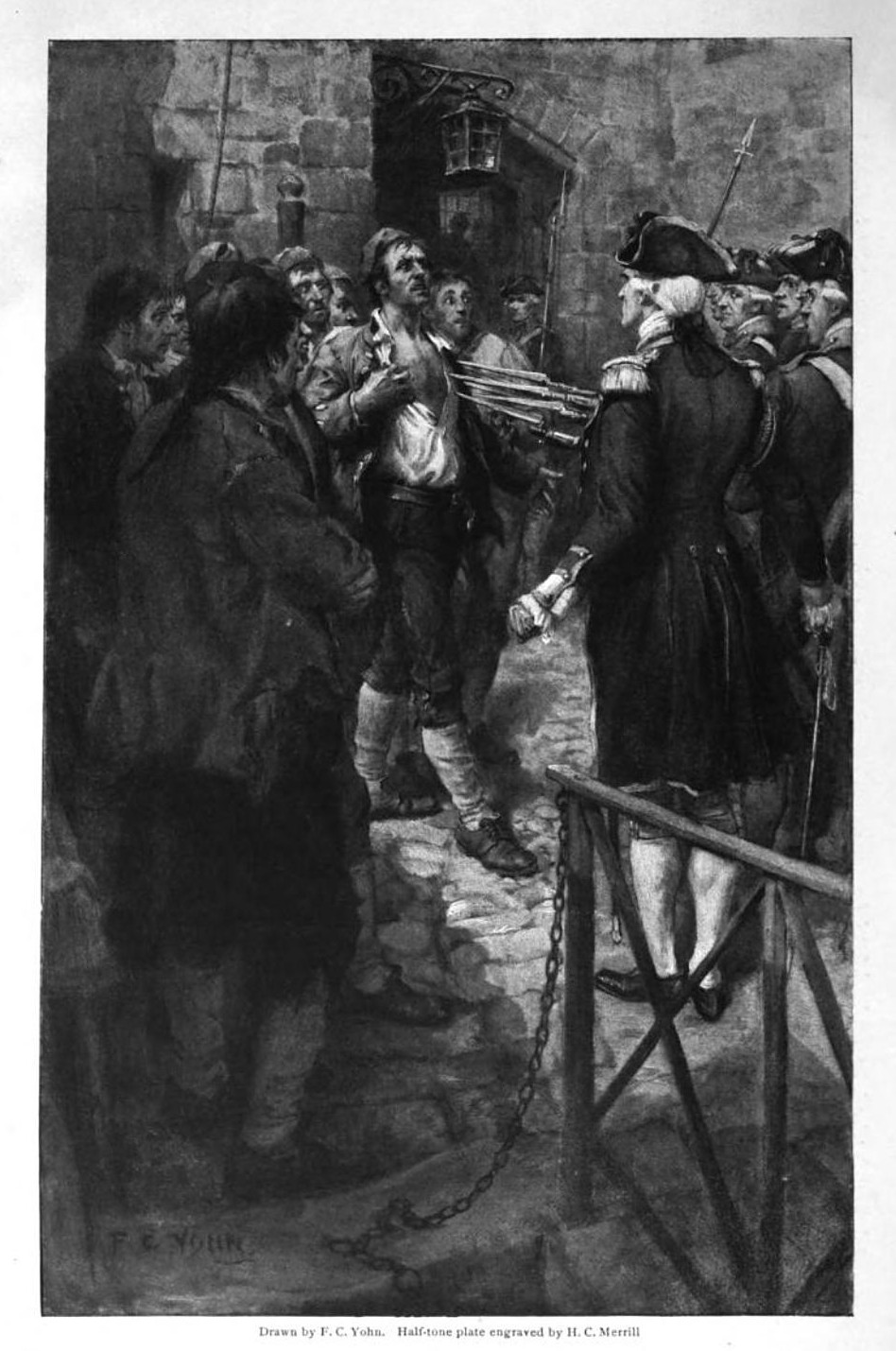
Representación artística de Ethan Allen después de su captura.

Siguiendo el primer enfrentamiento, el general Schuyler se encontró demasiado enfermo como para continuar, por lo que le otorgó el mando a Montgomery. Schuyler dejó el fuerte Ticonderoga varios días después. Después de otro falso comienzo y de la llegada de otros 800−1000 hombres desde Connecticut, Nueva Hampshire y Nueva York, así como de hombres de la Montaña Verde, Montgomery finalmente comenzó el asedio al fuerte St. Johns el 17 de septiembre, cortando sus comunicaciones con Montreal y capturando las provisiones destinadas al fuerte. Ethan Allen fue capturado la semana siguiente a la batalla de Longue-Pinte cuando, haciendo a un lado las instrucciones para levantar solamente a la milicia local, este intentó tomar Montreal con una pequeña fuerza de hombres. Este evento resultó en un breve cambio en el apoyo de la milicia por los británicos; sin embargo, los efectos fueron relativamente cortos, con muchos desertando nuevamente en los siguientes días. Después de múltiples intentos por el general Carleton para mitigar el asedio fallido el 30 de octubre, el fuerte se rindió el 3 de noviembre.

## Inicio de la ocupación de Montreal

El ataque estadounidense a Quebec: rutas de las expediciones de Arnold y Montgomery.

Montgomery dirigió sus tropas hacia el norte, ocupando la isla de Saint Paul en el río San Lorenzo el 8 de noviembre, cruzando a Pinte-Saint-Charles al día siguiente, donde fue recibido como un libertador. Montreal cayó sin ninguna lucha significativa el 13 de noviembre, mientras que Carleton, decidiendo que la ciudad era indefendible (y habiendo sufriendo una deserción considerable de su milicia con las noticias de la caída de St. Johns), se retiró. Este apenas logró evitar su captura, debido a que algunos estadounidenses habían cruzado el río de la ciudad, y los vientos impedían que su flota partiera de inmediato. Cuando su flota se acercó a Sore, esta fue intervenida por un bote cargando una bandera de tregua. El bote llevaba una demanda de rendición, reclamado que un enfrentamiento armado río abajo destruiría de otra forma el convoy. Basado en la falta de certeza de cuán real estas baterías eran, Carleton eligió escabullirse de la embarcación, después de ordenar el vertimiento de pólvora y municiones si la rendición se hacía estrictamente necesaria. (Había baterías en el lugar, pero no tan poderosas como se había reclamado que éstas eran.) El 19 de noviembre, la flota británica se rindió; Carleton, disfrazado como un hombre común, hizo su camino hacia la ciudad de Quebec. Las embarcaciones capturadas incluyeron prisioneros que los británicos habían tomado; entre ellos se encontraba Moses Hazen, un expatriado de Massachusetts con propiedades cerca del fuerte St. Johns, cuyo pobre trato por los británicos lo volvió en su contra. Hazen, quien había adquirido experiencia de combate en la guerra Franco-India, y había dirigido el Segundo Regimiento Canadiense a través de la guerra, se unió al ejército de Montgomery.
Antes de partir de Montreal hacia la ciudad de Quebec, Montgomery publicó mensajes a los habitantes que el Congreso deseaba que Quebec se les uniera, y entró en discusiones con los simpatizantes estadounidenses con el fin de llevar a cabo una convención provincial con el fin de elegir delegados para el Congreso. Él también le escribió al general Schuyler, pidiendo que una delegación del Congreso fuese enviada para tomar actividades diplomáticas.
Gran parte del ejército de Montgomery se retiró debido a que los reclutamientos expiraron después del otoño de Montreal. Este utilizó, entonces, algunos de los botes capturados para moverse a la ciudad de Quebec con cerca de 300 tropas el 28 de noviembre, dejando cerca de 200 en Montreal bajo el mando del general David Wooster. A través del camino recogió al recién creado Primer Regimiento Canadiense de James Livingston, que contaba con aproximadamente 200 hombres.

## La expedición de Arnold
Benedict Arnold, quien había sido rechazado para el liderazgo de la expedición del Valle Champlain, regresó a Cambridge, Massachusetts, acercándose a George Washington con la idea de apoyar la fuerza de invasión del este, dirigida hacia la ciudad de Quebec. Washington aprobó la idea, dándole a Arnold 1100 hombres, incluyendo a los fusileros de Daniel Morgan para el esfuerzo. La fuerza de Arnold partió de Newburyport hacia la boca del río Kennebec y, después, río arriba hacia el fuerte Oeste (actualmente Augusta, Maine).
La expedición de Arnold fue un éxito debido a que este fue capaz de llevar un cuerpo de tropas hacia las puertas de la ciudad de Quebec. Sin embargo, la expedición se encontró con problemas tan pronto dejó los rastros de civilización más significativos del actual Maine. Había múltiples dificultades mientras que las tropas se movían hacia el río Kennebec, y los botes que utilizaban presentaban goteras frecuentemente, echando a perder la pólvora y los víveres. La altitud de la tierra entre Kennebec y el río Chaudière fue un treamado de lagos y arroyos, donde el paso fue complicado debido al mal clima, resultando en el regreso de un cuarto de las tropas. El descenso por el Chaudière resultó en la destrucción de más botes y provisiones, mientras que las tropas no experimentadas se hallaban incapaces de controlas los botes en las aguas de rápido movimiento.
Para el momento en el que Arnold alcanzó las afueras de la civilización a través del río San Lorenzo en noviembre, sus fuerzas se habían reducido a 600 hombres hambrientos. Estos habían viajado casi 400 millas a través de la naturaleza salvaje. Cuando Arnold y sus tropas finalmente alcanzaron las planicies de Abraham el 14 de noviembre, Arnold envió un negociados con la bandera blanca para demandar su rendición, pero sin utilidad. Los estadounidenses, sin cañones y en pobres condiciones para la acción, se encontraron ante una ciudad fortificada. Arnold, después de escuchar acerca de la salida de una misión de combate desde la ciudad, decidió, el 9 de noviembre, retirarse hacia Pointe-auz-Trembles para esperar a Montgomery, quien había sido capturado recientemente en Montreal.  Mientras remontaba el río, Carleton regresó a Quebec por río después de su derrota en Montreal.
El 2 de diciembre, Montgomery finalmente bajó del río desde Montreal con 500 tropas, llevando consigo las provisiones británicas capturadas y ropa de invierno. Las dos fuerzas se unieron, y los planes para un ataque en la ciudad fueron realizados. Tres días después, el Ejército Continental se levantó en las Planicies de Abraham, comenzando un asedio a la ciudad de Quebec.

## Batalla y asedio de Quebec

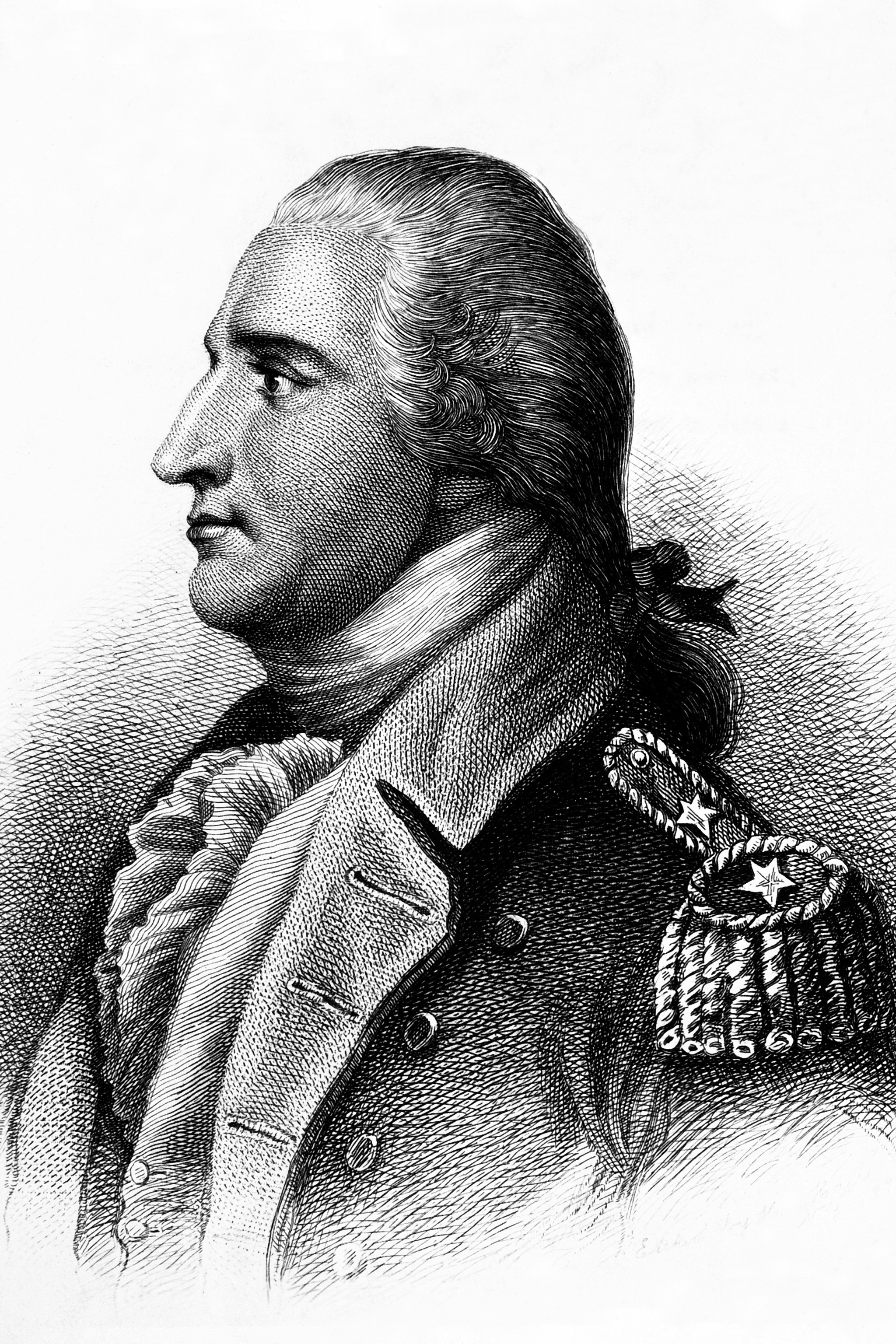
Benedict Arnold resultó herido en la batalla de Quebec.

Mientras se planeaba el ataque de Quebec, Christophe Pélissier, un francés viviendo cerca de Trois-Rivières, se reunió con Montgomery. Pélissier, quien apoyaba políticamente a la causa estadounidense, operaba una fundadora de hierro en Saint-Maurice. Montgomery discutió la idea de llevar a cabo una convención provincial con él. Pélissier estuvo en contra de organizar una convención hasta que la ciudad de Quebec hubiese sido tomada, debido a que los habitantes no se sentirían libres a actuar de esa manera hasta que la seguridad fuese asegurada. Los dos estuvieron de acuerdo en que Pélissier se encargase de proveer de municiones para el asedio, lo cual este hizo hasta que los estadounidenses se retrajeron en mayo de 1776 (al momento en que Pélissier también huyó, regresando a Francia finalmente).
Montgomery se unió a Arnold y a James Livingston en un asalto a la ciudad de Quebec durante una tormenta de nieve el 31 de diciembre de 1775. Superados en número y carentes de cualquier tipo de ventaja táctica, los estadounidenses fueron derrotados por Carleton. Montgomery fue asesinado, Arnold resultó herido, y muchos hombres fueron hechos prisioneros, incluyendo Daniel Morgan. Siguiendo la batalla, Arnold envió a Moses Hazen y a Edward Antill, otro expatriado estadounidense, a reportar la derrota y a pedir apoyo a Wooster en Montreal, así como también al Congreso en Filadelfia.
Carleton optó por no perseguir a los estadounidenses, decidiéndose, en su lugar, a permanecer dentro de las fortificaciones de la ciudad, esperando los refuerzos que podrían llegar cuando el río se calmara durante la primavera. Arnold mantuvo un asedio ineficiente sobre la ciudad hasta marzo de 1776, cuando recibió la orden de partir a Montreal y fue reemplazado por el general Wooster. Durante esos meses, el ejército asediado sufrió de dificultades debido a las condiciones del invierno, la viruela comenzó a viajar más significativamente a través del campamento. Estas pérdidas fueron compensadas con la llegada mensual de pequeñas compañías de refuerzo. El 14 de marzo, Jean-Baptiste Chasseur, un molinero viviendo río abajo de la ciudad, entró a Quebec e informó a Carleton de la existencia de 200 hombres en el lado sur del río, listos para atacar a los estadounidenses. Estos hombres fueron movilizados, pero una fuerza avanzada fue derrotada en la batalla de Saint-Pierre por un grupo de milicia local proestadounidense que se encontraba estacionada al lado sur del río.
El Congreso, incluso antes de conocer sobre la derrota en Quebec, había autorizado cerca de 6500 tropas adicionales para servicio en dicho lugar. A lo largo del invierno, las tropas fluyeron hacia Montreal y el campamento fuera de la ciudad de Quebec. Para finales de marzo, el ejército que llevaba a cabo el asedio había crecido a cerca de 3000 hombres, aunque aproximadamente un cuarto de este no se encontraba preparado para el servicio, principalmente a causa de la viruela. Más aún, James Livingston y Moses Hazen, comandando a los 500 canadienses en el ejército, se encontraban pesimistas acerca de la lealtad de sus hombres y de la cooperación de la población debido a la constante propaganda de los lealistas.
El Congreso se encontraba en conflicto debido a las peticiones que hizo Arnold para que un general más experimentado condujese el esfuerzo del asedio. Su primera elección fue Charles Lee, un general con experiencia en el Ejército Británico, para liderar a las tropas en Quebec en enero. Una semana después, estos retrajeron el paso y, en su lugar, enviaron a Lee a los estados sureños para dirigir los esfuerzos en contra de un ataque británico anticipado. (El intento británico fue lanzado en junio de 1776 en la batalla de la Isla Sullivan.) Finalmente, estos se asentaron en marzo de 1776 con el general John Thomas, quien había servido en el ejército asediando Boston.

## Descontento en Montreal

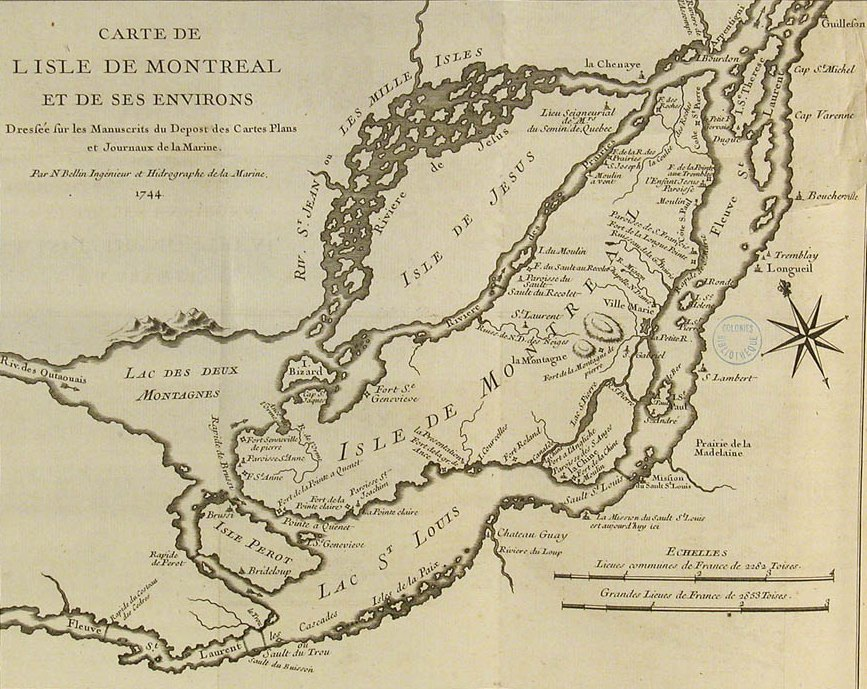
Un mapa de Montreal en 1774.

Cuando el general Montgomery dejó Montreal y se dirigió a la ciudad de Quebec, dejó la administración de la ciudad en manos del brigadier general de Connecticut, David Wooster. Mientras que Wooster tenía, en un principio, buenas relaciones con la comunidad, este tomó un número de decisiones que causaron el disgusto de la población local hacia la presencia militar. Tras prometer a la población los ideales estadounidenses, comenzó a arrestar a los leaslistas y a amenazar de arresto y castigo a cualquiera que se opusiera a la causa estadounidense. Este también desarmó a múltiples comunidades, e intentó forzar a los miembros de la milicia local a rendir sus comisiones a la Corona. Todos los que se negaron fueron hechos prisioneros en el fuerte Chambly. Este y otros actos similares, combinados con el hecho de que los estadounidenses se encontraban pagando por las provisiones y servicios con papel moneda en lugar de moneda, sirvieron como una desilusión a la población local acerca de la campaña entera de los estadounidenses. El 20 de marzo, Wooster se marchó con el fin de ejercer el comando en las fuerzas de la ciudad de Quebec, dejando a Moses Hazen, quien había levantado el Segundo Regimiento Canadiense, en comando de Montreal hasta que Arnold arribara el 19 de abril.
El 29 de abril, una delegación consistiendo de tres miembros del Congreso Continental, junto con el sacerdote jesuita estadounidense, John Carroll (posteriormente el primer obispo en los Estados Unidos) y un impresor francés de Filadelfia, arribó en Montreal. El Congreso Continental le había asignado a esta delegación las labores de evaluar la situación en Quebec, así como de intentar minar la opinión pública en su favor. Esta delegación, que incluía a Benjamin Franklin, fue inútil en sus esfuerzos, y sus relaciones se vieron gravemente dañadas. La delegación no había llevado ninguna moneda sólida para aliviar las deudas a la población. Esfuerzos para cambiar al clero católico a su causa fracasaron, esto debido a que los sacerdotes locales señalaron que el Acta de Quebec, aprobada por el Parlamento británico, les había dado lo que estos buscaban. Fleury Mesplet, el impresos, mientras que había arreglado su prensa, no tenía tiempo para producir algo antes de que los eventos comenzaran a tener efecto sobre la delegación. Franklin y Carroll dejaron Montreal el 11 de mayo, siguiendo las noticias de que las fuerzas estadounidenses en Quebec se hallaban en un apanicado retroceso, regresando a Filadelfia. Samuel Chase y Charles Carroll, los otros dos delegados, analizaron la situación militar en el área del sur y del este de Montreal, hallándolas como buenos lugares para instalar la defensa. El 27 de mayo, escribieron un reporte al Congreso acerca de la situación, yéndose hacia el sur posteriormente.

### Les Cèdres

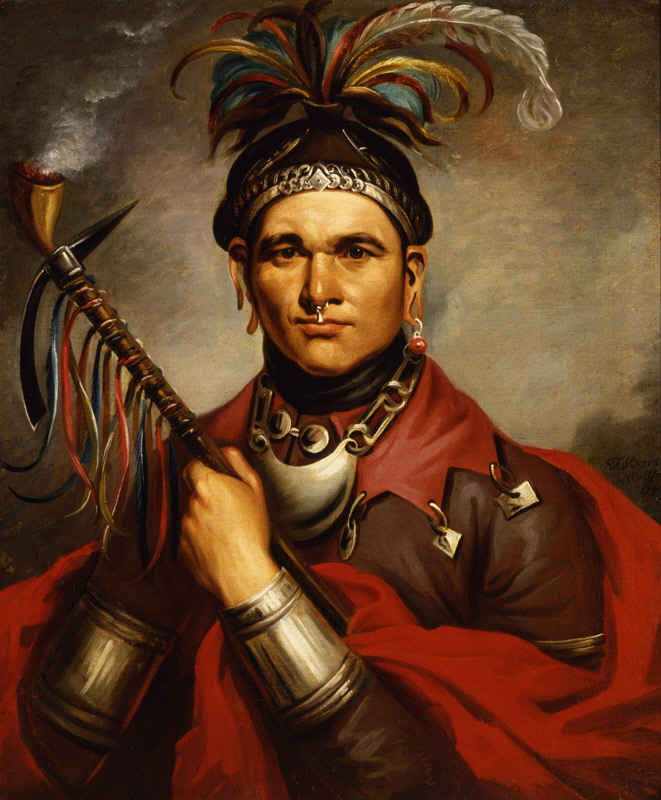
Cornplanter, un jefe de los senecas, que apoyó a los británicos y pudo haber luchado en esta campaña.

Río arriba, desde Montreal, existían una serie de pequeños navíos británicos que los estadounidenses habían desatendido durante la ocupación. A medida en que se acercaba la primavera, bandas de cayugas, senecas, y guerreros mississaugas comenzaron a reunirse en Oswegatchie, una de estas guarniciones, le dio al comandante en el lugar, el capitán George Forster, una fuerza con la cual causar problemas a los estadounidenses. Forster los había reclutado bajo la recomendación de un lealista que había escapado de Montreal. Más aún, mientras que el general Wooster, para la molestia de mercaderes patriotas y lealistas, se había negado a permitir el intercambio con los indios río arriba, esto ante el temor de que las provisiones enviadas en esa dirección fuesen utilizadas por las fuerzas británicas en el lugar. La delegación del Congreso revirtió esta decisión y las provisiones comenzaron a fluir fuera de la ciudad hacia el río.

Con el fin de prevenir el flujo de provisiones hacia las fuerzas británicas río arriba, y en respuesta a los rumores de reuniones de indios, Moses Hazen separó al boronel Timothy Bedel y a 390 hombres a una posición río arriba en Les Cèdres (Quebec) (Los Cedros), donde construyeron una estocada defensiva. El coronel Forster se hizo consciente de estos movimientos por espías indios y lealistas. y el 15 de mayo comenzó a moverse río abajo con una fuerza mezclada con 250 nativos, milicia, y regulares. En una serie inusual de encuentros, conocidos como la batalla de Los Cedros, el teniente de Bedel, Isaac Butterfield, rindió su fuerza completa sin una batalla el día 18, y otros 100 hombres, llevados como refuerzos, también se reunieron después de una breve contienda el día 19.

### Quinze-Chênes
Tras recibir noticias acerca de la captura de Butterfield, Arnold comenzó a formar, inmediatamente, una fuerza con el fin de recuperarlo, la cual posicionó en Lachine, justo río arriba de Montreal. Forster, quien había abandonado a los capturados en la estocada de Los Cedros, se movió más cerca de Montreal con una fuerza de cerca de 500 hombres, hasta el 24 de mayo, cuando recibió información acerca de la localización de Arnold, y que Arnold se hallaba esperando fuerzas adicionales que pudieran superar las suyas, Debido a que su fuerza era menor en número, este negoció un acuerdo con sus captores para el intercambio de prisioneros británicos retenidos durante el asedio del fuerte St. Johns. Después de un breve intercambio de cañonazos en Quinze-Chênes, Arnold también aceptó el intercambio, el cual tuvo lugar entre el 27 y el 30 de mayo.

## Arribo de refuerzos a la ciudad de Quebec

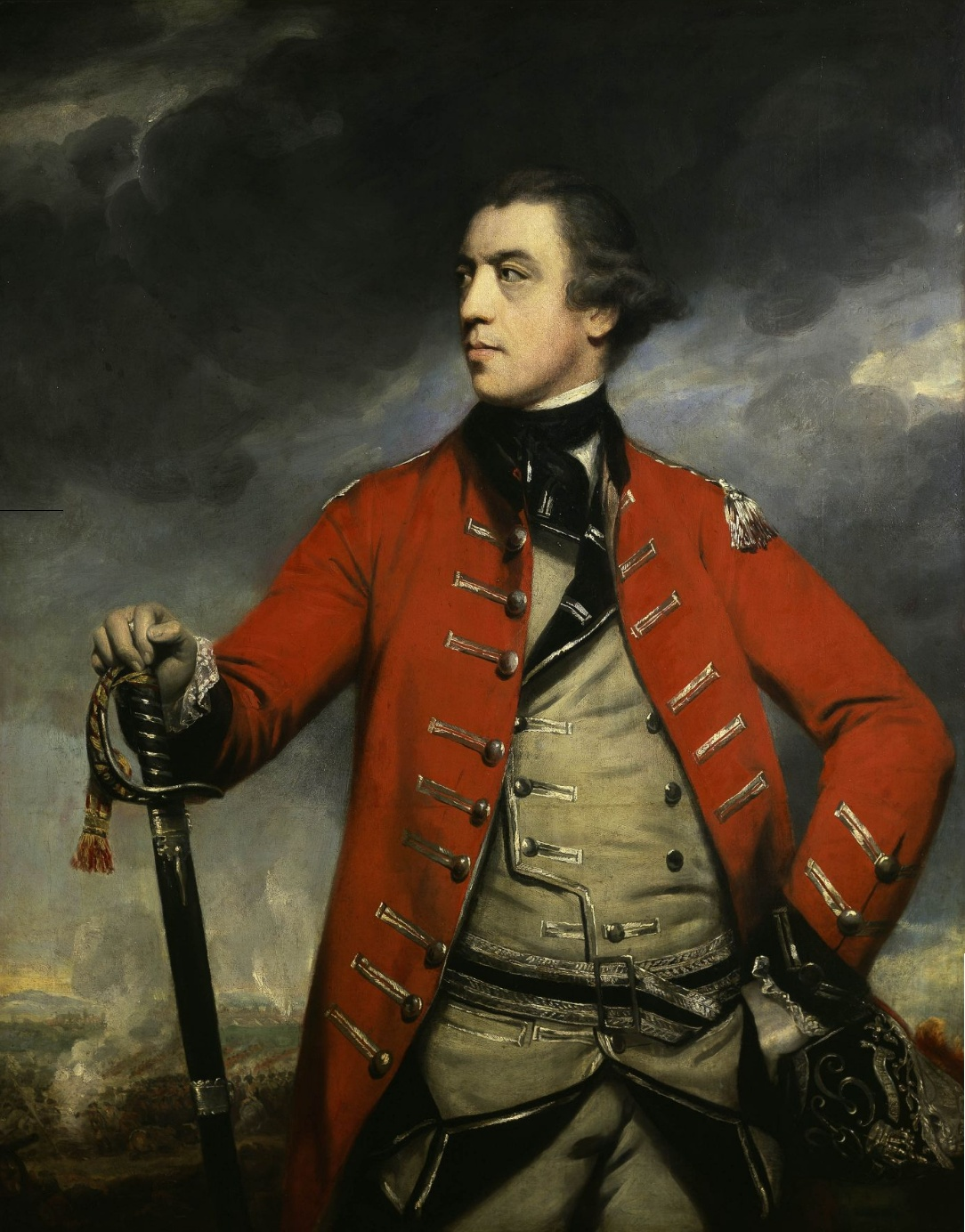
El general John Burgoyne arribó a la ciudad de Quebec con refuerzos estadounidenses.

### Tropas estadounidenses
El general John Thomas fue incapaz de moverse al norte hasta finales de abril, debido a las condiciones heladas del lago Champlain. Preocupado por los reportes de enfermedad de varias tropas, hizo peticiones a Washington para obtener hombres adicionales que lo siguiesen mientras aguardaba para que las condiciones mejoraran. A su llegada a Montreal, aprendió que muchos hombres habían prometido quedarse hasta el 15 de abril, y que muchos de ellos insistían en regresar a casa. Esto se encontró acompañado de bajos alistamientos en los regimientos levantados en servicio en Quebec. Un regimiento con una fuerza autorizada de 750 hombres, navegó rumbo al norte con sólo 75 hombres. Estas deficiencias llevaron al Congreso a ordenar a Washington el envío de más tropas al norte. A finales de abril, Washington ordenó diez regimientos, dirigidos por los generales William Thompson y John Sullivan, para dirigirse al norte desde Nueva York. Esto redujo significativamente las fuerzas de Washington, las cuales se preparaban para un ataque británico en dicho lugar. Esto también expuso problemas en el transporte: había pocas manos disponibles para navegar en los lagos George y Champlain como para mover a todos estos hombres. Más aún, también había pocas provisiones en Quebec, y muchas de las embarcaciones eran necesitadas para mover las provisiones en lugar de a los hombres. Como resultado, los hombres de Sullivan fueron retenidos en Ticonderoga, y Sullivan no alcanzó Sorel hasta principios de junio.
El general Wooster arribó al campamento estadounidense fuera de la ciudad de Quebec a principios de abril con refuerzos. Los refuerzos continuaron llegando desde el sur en números modestos, hasta que el general Thomas llegó a finales de abril y asumió el mando de una fuerza con 2000 hombres, pero que en realidad se encontraba disminuida por los efectos de la viruela y de los estragos del invierno canadiense. Rumores comenzaron a circular el 2 de mayo acerca de que embarcaciones británicas subían el río. Thomas decidió, el 5 de mayo, evacuar a los enfermos a Trois-Rivières, con el retiro del resto de las fuerzas. Más tarde ese día, recibió noticia de que 15 barcos se encontraban a pocas millas debajo de la ciudad, esperando condiciones favorables para subir el río. El paso de la evacuación del campamento obtuvo un sentido de urgencia temprano, al día siguiente, cuando los mástiles se hicieron visibles; el río había cambiado y tres barcos de la flota habían alcanzado la ciudad.

### Tropas británicas
Después de que noticias acerca de Lexington y Concord llegaron a Londres, el gobierno de Lord North, percatándose de la necesidad de pedir un mayor apoyo a tropas extranjeras para combatir la rebelión, comenzó a negociar con aliados europeos para el uso de sus tropas en Norteamérica. Las peticiones a Catalina la Grande para que tropas rusas fuesen enviadas fueron negadas, pero un número de principados alemanes se encontraban dispuestos a ofrecer las suyas. De las 50 000 tropas que Gran Bretaña reclutó en 1776, cerca de un tercio de ellas provenían de estos principados; el número de topas de Hesse-Cassel y Hesse-Hanau causaron que se los conociese como soldados hessianos. De estos 50 000, cerca de 11 000 fueron destinados a servicio en Quebec. Tropas de Hesse-Hanau y de Brunswick-Lüneburg navegaron en febrero de 1776 hacia Cork, donde se reunieron a un convoy llevando a tropas británicas que navegaban a principios de abril.
Carleton, habiendo sido informado de la actividad en el campo estadounidense, rápidamente descargó sus refuerzos de las naves recién arribadas, y alrededor del mediodía marchó con una fuerza de cerca de 900 tropas para probar a los americanos. La respuesta de los estadounidenses fue, mayoritariamente, de pánico; un retiro desorganizado que pudo haber terminado de forma más desastrosa para los americanos, presionó la ventaja de Carleton. Esperando ganar a los rebeldes con una actitud indulgente, este se hallaba contento de mandar sus naves río arriba para amenazar a los americanos, y para cortarlos potencialmente. Él también capturó un número de americanos, la mayoría de ellos enfermos y heridos, pero también a una parte de las tropas que habían sido abandonadas al lado sur del río San Lorenzo. Los americanos, en su apuro por salir del lugar, dejaron numerosos instrumentos militares valiosos, incluyendo cañones y pólvora, en su despertar. Ellos se reagruparon el día 7 en Deschambault, cerca de 40 millas río arriba de la ciudad de Quebec. Thomas llevó a cabo un consejo en dicho lugar, en el cual el liderazgo favoreció la retirada. Thomas optó por retener 500 hombres en Deschambault mientras enviaba al resto a Sorel, y también envió palabra a Montreal por apoyo, debido a que muchas de las tropas contaban con poca ropa y provisiones.
La delegación del Congreso en Montreal, una vez que escucharon estas noticias, determinaron que retener San Lorenzo no sería posible, por lo que enviaron a un número de tropas hacia Deschambault. Thomas, tras esperar por seis días palabra de Montreal y escuchando ninguna, comenzó a retirarse hacia Trois-Rivières, pero no sin antes luchar con fuerzas de embarcaciones británicas en el río. Alcanzaron Trois-Rivières el 15 de mayo, donde dejaron a los heridos, y un grupo de tropas de Nueva Jersey para defenderlos. Para el 18, las tropas restantes se unieron a los refuerzos bajo el mando del general Thompson en Sorel, donde el día 21, un consejo fue sostenido con los delegados del Congreso. Thomas contrajo viruela ese mismo día y falleció el 2 de junio. Fue remplazado por Thompson.

## La contraofensiva de Carleton

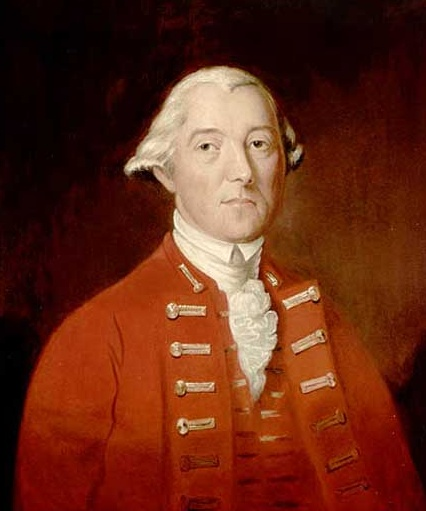
Guy Carleton

### Trois-Rivières
El 6 de mayo de 1776, un pequeño escuadrón de barcos británicos, bajo el mando del capitán Charles Douglas, arribaron para ayudar a Quebec con provisiones y 3000 tropas, precipitando el retiro de los estadounidenses a Sorel. Sin embargo, el general Carleton no tomó medidas ofensivas sifgnificativas hasta el 22 de mayo, cuando navegó rumbo a Trois-Rivièrescon los regimientos 47 y 29. Mientras se escuchaban noticias acerca del logro de Forster en Los Cedros, en lugar de impulsarse hacia deltante, este regresó a la ciudad de Quebec, dejando a Allen Maclean al mando en Trois-Rivières. Ahí, este conoció al general John Burgoyne, quien había arribado el 1 de junio con una amplia fuerza de reclutas, principalmente irlandeses, mercenarios y un cofre de dinero.
Los estadounidenses en Sorel, tras escuchar que una fuerza de «sólo 300 hombres» se encontraba en Trois-Rivières, pensaron que serían capaces de enviar una fuerza desde Sorel para recuperar Trois-Rivières. Desconocedores de la llegada de amplios refuerzos británicos, e ignorando la geografía de la zona, el general Thompson guio a 2000 hombres y muchas de las embarcaciones utilizadas para la expedición, y predijo el fin de la ocupación estadounidense de Quebec. Las fuerzas estadounidenses en Quebec, ahora bajo el mando del general Sullivan, se retiraron. Carleton, nuevamente no utilizó su ventaja, incluso yendo tan lejos como para devolver a los capturados a Nueva York, con gran comodidad, en agosto.

### Retirada a Crown Point
El 14 de junio, Carleton finalmente guio a su ejército río arriba hacia Sorel. Arribando más tarde ese día, estos descubrieron que los estadounidenses habían abandonado Sorel esa precisa mañana, y que se retiraban hacia arriba del valle del río Richelieu hacia Chambly y St. Johns. A diferencia de la partida desde la ciudad de Quebec, los estadounidenses se habían marchado de forma organizada, aunque algunas unidades se hallaban separadas de la fuerza principal por la llegada de la flota de Carleton, encontrándose forzados a marchar a Montreal para unirse a las fuerzas de Arnold. Carleton dirigió al general Burgoyne y a 4000 tropas para moverse en dirección ascendente del Richelieu después del retiro de los estadounidenses, mientras que Carleton continuó navegando hacia Montreal.
En Montreal, Arnold desconocía los eventos tomando lugar río abajo, habiendo terminado recientemente de su encuentro con Forster. Un mensajero que este envió río abajo hacia Sorel el 15 de junio por noticias del general Sullivan, vislumbró la flota de Carleton, escapó a la orilla y regresó con las noticias a Montreal con un caballo que había robado. Cuatro horas después, Arnold y las fuerzas estadounidenses se reunieron alrededor de Montreal y abandonaron la ciudad (pero no sin antes intentar quemarla), dejándola en manos de la milicia local. La flota de Carleton arribó a Montreal el 17 de junio.

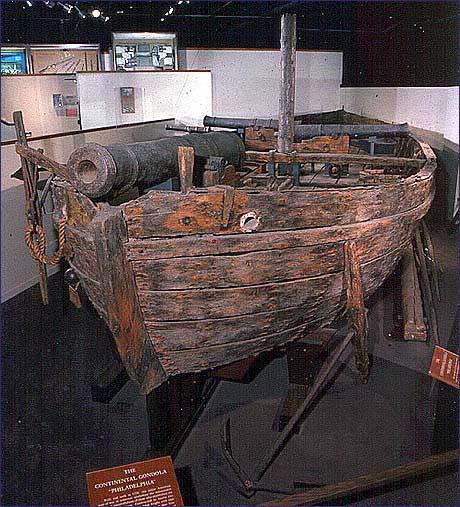
Filadelfia vio la lucha armada en la batalla de la Isla Valcour.

Las tropas de Arnold se encontraron con el ejército central cerca de St. Johns el día 17. El ejército de Sullivan no se encontraba en condiciones para pelear, y después de un breve consejo, la decisión se llevó a cabo para retirarse a Crown Point. El ejército se retiró desde St. Johns, literalmente segundos antes de que la vanguardia del ejército de Burgoyne arribara a escena.
Los restos del ejército estadounidense llegaron a Crown Point a inicios de julio, terminando con una campaña que había sido descrita como "una heterogénea concatenación de los más peculiares rechazos y sufriendo lo que quizá podría encontrarse en los anales de cualquier nación", por Isaac Senter, un doctor que experimentó gran parte de la campaña. Desafortunadamente, la campaña no se hallaba completamente concluida, debido a que los británicos aún se encontraban en movimiento.

### Construcción de embarcaciones y política
Los estadounidenses habían sido cuidadosos en cada paso de su retirada sobre el Richelieu y a través del lago Champlain para impedir el acceso a los británicos de cualquier navío significativo, quemando o hundiendo cualquier embarcación que no fuesen a llevar con ellos. Esto forzó a los británicos a ocupar varios meses en la construcción de barcos. Carleton informó a Londres el 28 de septiembre: «espero que nuestra flota pronto navegue con esperanzas de éxito de tener que presentarse a la acción». El general Arnold, cuando él e Ethan Allen capturaron el fuerte Ticonderoga, habían establecido una pequeña flota que se encontraba patrullando el lago Champlain.
Mientras que los británicos habían ensamblado una flota para contra-atacar aquella de Arnold, Carleton lidió con diversos conflictos en Montreal. Incluso antes de que los estadounidenses se retiraran de la ciudad de Quebec, este formó comités para vigilar los roles jugados por los simpatizantes patriotas locales, enviándolos al campo para arrestar a participantes activos en la acción estadounidense, incluyendo a aquellos que habían detenido a los partidarios del régimen. Cuando llegaron a Montreal, comisiones similares habían sido instaladas.

### Isla Valcour

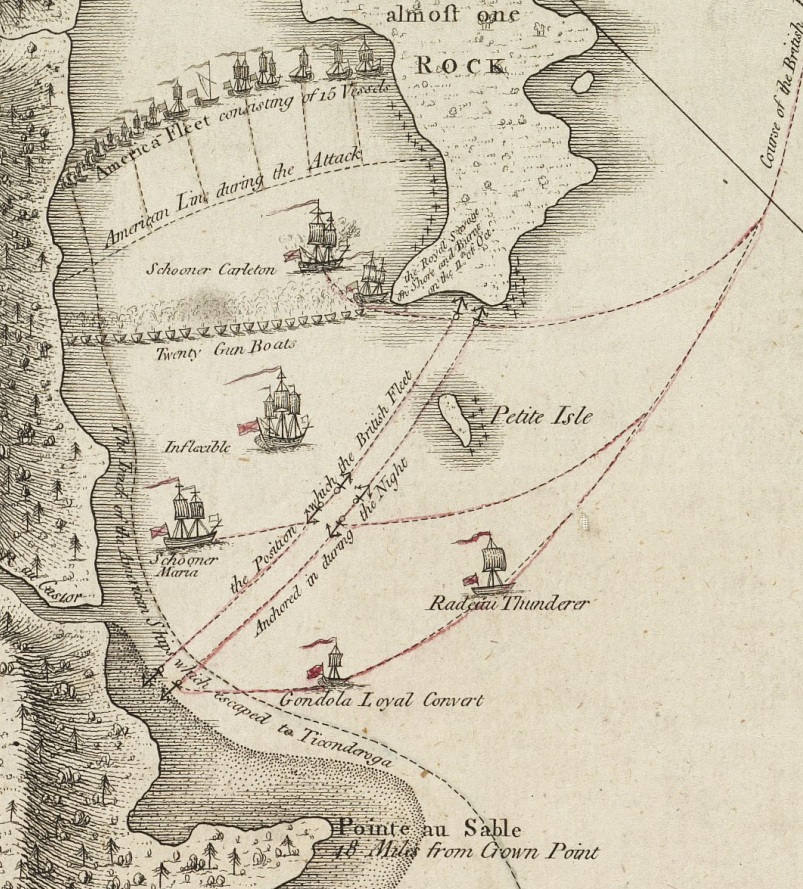
Mapa detallado que muestra las formaciones en la batalla de la Isla de Valcour.

El general Horatio Gates recibió el mando de las fuerzas del norte del Ejército Continental a inicios de junio. Este movió, rápidamente, el ejército hacia Ticonderoga, dejando una fuerza de 300 hombres en Crown Point. El ejército se hallaba ocupado mejorando las defensas en Ticonderoga, mientras que Arnold había recibido la labor de construir la flota estadounidense en Crown Point. A través del verano, refuerzos fueron enviados a Ticonderoga, hasta que el ejército contó con un estimado de 10 000 hombres. Un ejército menor de constructores de barcos trabajó en Skenesborough (actualmente Whitehall) para construir las embarcaciones requeridas para la defensa del lago.
Carleton comenzó a moverse el 7 de octubre. Para el día 9, la flota británica se encontraba en el lago Champlain. En una batalla naval entre la Isla Valcour y la costa oeste, comenzando el 11 de octubre, los británicos infligieron grave daño a la flota de Arnold, forzándolo a retirarse de Crown Point. Sintiendo que Crown Point sería una protección inadecuada en contra de un ataque sostenido británico, este se retiró ahcia Ticonderoga. Las fuerzas británicas ocuparon Crown Point el 17 de octubre.
Las tropas de Carleton permanecieron en Crown Point por dos semanas, con algunas tropas avanzando a cerca de tres millas de Ticonderoga, aparentemente en un intento de provocar la salida de las tropas de Gates. El 2 de noviembre, éstas salieron de Crown Point y se retiraron a los cuarteles de invierno en Quebec.

## Repercusiones
La invasión de Quebec terminó en un gran fracaso para los estadounidenses, pero las acciones de Arnold en el retraimiento de Quebec y su marina improvisada en el lago Champlain fueron ampliamente acreditadas por retrasar una contraofensiva británica a amplia escala hasta 1777. Carleton fue fuertemente criticado por Burgoyne por no haber perseguido la retirada de los estadounidenses de Quebec de forma más agresiva. Debido a estas críticas y al hecho de que a Lord George Germain no le agradaba Carleton, el Secretario de Estado para las Colonias y el oficial en el gobierno del Rey Jorge, responsable por dirigir la guerra, el mando de la ofensiva de 1777 fue dado al general Burgoyne en su lugar (una acción que llevó a Carleton a llevar a cabo su renuncia como Gobernador de Quebec.
Una porción significativa de las fuerzas continentales en el fuerte Ticonderoga fue enviado al sur con los generales Gates y Arnold en noviembre para reforzar la defensa de Washington de Nueva Jersey. (Este ya había perdido la ciudad de Nueva York, y para inicios de diciembre había cruzado el río Delaware hacia Pensilvania, dejando a los británicos libres para operar en Nueva Jersey.) Conquistar Quebec y otras colonias británicas permaneció como un objetivo del Congreso durante la guerra. Sin embargo, George Washington, quien había apoyado esta invasión, consideró otras invasiones como una baja prioridad que conduciría a muchos de ellos a un alejamiento de recursos de la guerra principal en las Trece Colonias, por lo que intentos posteriores de expediciones a Quebec nunca fueron realizadas por completo.
Durante las pláticas de París de 1783, los negociadores estadounidenses demandaron, insatisfactoriamente, toda Quebec como parte de sus condiciones de guerra. Benjamin Franklin, quien se hallaba interesado en el país de Ohio, el cual se había hecho parte de Quebec a través del Acta de Quebec de 1774, sugirió en las pláticas que Quebec debería de ser rendida a América; sólo Ohio fue cedido.
En la Guerra de 1812, los estadounidenses lanzaron otra invasión de la Norteamérica británica, y nuevamente esperaron que la población local los apoyara. Esta invasión fallida es vista ahora como un evento significativo en la historia canadiense; siendo reclamada como el nacimiento de la identidad canadiense moderna.

## Lecturas recomendadas
- Anderson, Mark R (2013). Battle for the Fourteenth Colony: America's War of Liberation in Canada, 1774-1776. Hanover: University Press of New England. ISBN 1611684978.
- Bird, Harrison (1968). Attack on Quebec. New York: Oxford University Press.
- Codman, John (1902). Arnold's Expedition to Quebec. New York.
- Desjardin, Thomas A (2006). Through a Howling Wilderness: Benedict Arnold's March to Quebec, 1775. New York: St. Martin's Press. ISBN 0-312-33904-6.
- Hatch, Robert McConnell (1979). Thrust for Canada: The American Attempt on Quebec in 1775–1776. Boston: Houghton Mifflin. ISBN 0-395-27612-8.
- Roberts, Kenneth Lewis (1980). March to Quebec. Down East Books. ISBN 978-0-89272-083-5. Texto «March to Quebec: Journals of the Members of Arnold's Expedition» ignorado (ayuda)
- (en francés)Rumilly, Robert (1970). Histoire de Montréal. Volume 2. Montreal: Fides.

- Datos: Q952774
- Multimedia: Quebec Campaign (1775-1776) / Q952774